# Баре (Лепосавић)
Баре је насеље у општини Лепосавић на Косову и Метохији. Према процени из 2011. године било је 45 становника.
Површина катастарске општине Баре где је атар насеља износи 433 ha. Припада месној заједници Врачево. Село се назази са леве стране Ибра у северозападном делу непосредно уз границу са Рашком и Новим Пазаром на обронцима Рогозне. Од Лепосавића је удаљено 27 km. Сеоски атар се простире између Јабланице (Град Н. Пазар), Мрмоња, Орахова и Лукова (општина Рашка), Врачева и Требића и по положају спада у брдско-планинска села.
Средња надморска висина села је 875 метара.
Село има сеоски пут који води из правца Лешка и Врачева и правца Батњика преко Мрмора.
Назив села потиче од речи бара (турски бари), што значи стајаћа вода од киша која се привремено задржава на неком месту. Село спада у старија насеља.

## Демографија
- попис становништва 1948: 238
- попис становништва 1953: 259
- попис становништва 1961: 263
- попис становништва 1971: 229
- попис становништва 1981: 131
- попис становништва 1991: 68

У селу 2004. године живи 68 становника и има 33 домаћинстава. Данашње становништво чине родови : Цветковићи, Томовићи, Максимовићи, Милићевићи, Филиповићи, Глишовићи, Матовићи, Кораћи, Лазовићи.